# Aït Ishaq (commune)
Pour les articles homonymes, voir Aït Ishaq.
 (décembre 2016).
- Si vous ne connaissez pas le sujet, laissez ce bandeau (vous pouvez alors contacter les auteurs).
- Si vous supprimez le contenu mis en cause (vous pouvez préalablement contacter les auteurs),

argumentez précisément cette suppression dans la page de discussion
(un manque de référence n'est pas un argument ; une recherche réelle de référence doit avoir été effectuée, être formellement documentée).
Aït Ishaq (en arabe : أيت اسحاق) est une commune rurale de la province de Khénifra, dans la région beni-mellal khenifra, au Maroc. Elle comprend un centre urbain aussi dénommé Aït Ishaq.

## Histoire
La fondation de Zawith n Dilya est située vers la fin du XVIe siècle, dans la haute vallée de Mm-ourbi3 (le nom vient de arbi3 n ighboula qui constituent les sources de mm-ourbi3), près du village de Maâmmar. À une dizaine de km au sud de l'actuelle "ZAwith n ait Shaq" , dans le pays des Ait IDRASSEN*. Elle est due à sidi Abou Baker bnou Mohammed (1536-1612) (sidi Boubcher), originaire d'une fraction d'Aït Mejjat " imejjad" de Haute-Moulouya.
Initié au soufisme par Abou Amer El-kastalli, il fait partie de la chaîne mystique de Jazouli. Célèbre par sa sagesse, sa science, sa générosité et son ascétisme, sa Zaouya devient centre d'études, relais de caravanes
et lieu de pèlerinage, refuge des persécutés pendant la période d'anarchie qui suivit la mort du Sultan Ahmed Almansour (1578-1603).
L'afflux des aumônes permettait une large hospitalité, accroissait les biens de la Zaouya et augmentait son prestige religieux. À la mort du sultan, qui avait eu une politique prudente vis-à-vis des chefs religieux, trois d'entre eux sont prépondérants : El-Ayachi dans le gharb et dans la région de Mazagan; Abou Hassou, fils de sidi Hmad Ou Moussa, dans le Tazerwalt, qui étendra sa zone d'influence jusqu'à le Tafilalt; et Mohammed
Ed-dilaï qui a succédé à son père comme deuxième Chikh de la zaouya de Dila, en 1612. Jusqu'à sa mort, en 1637, il restera, selon l'exemple de son père, un chef religieux, un conseiller et un médiateur.
Sous le commandement du troisième chikh, Mohmmed El-Hadj (1589 – 1671), la puissance dilaïte, à caractère nettement religieux, devient une puissance politique. Il fonde la deuxième zaouya de Dila, à l'emplacement de l'actuelle zaouya Aït Ishaq, plus accessible que la première. Il étend sa domination de la plaine de Tadla à Salé, soumettant la population de Fes et de Meknès. Il combat victorieusement le sultan Mohammed
Ech-chikh (1637 – 1654) en 1638, puis le marabout El-Ayachi (1641), le Alaouite de Tafilalt, sidi Mohammed ben Ech-chikh en Haute Moulouya (1646).

## Démographie
En 2004, la commune comportait 19 634 habitants, et son centre urbain 11 806.